# Beduinos

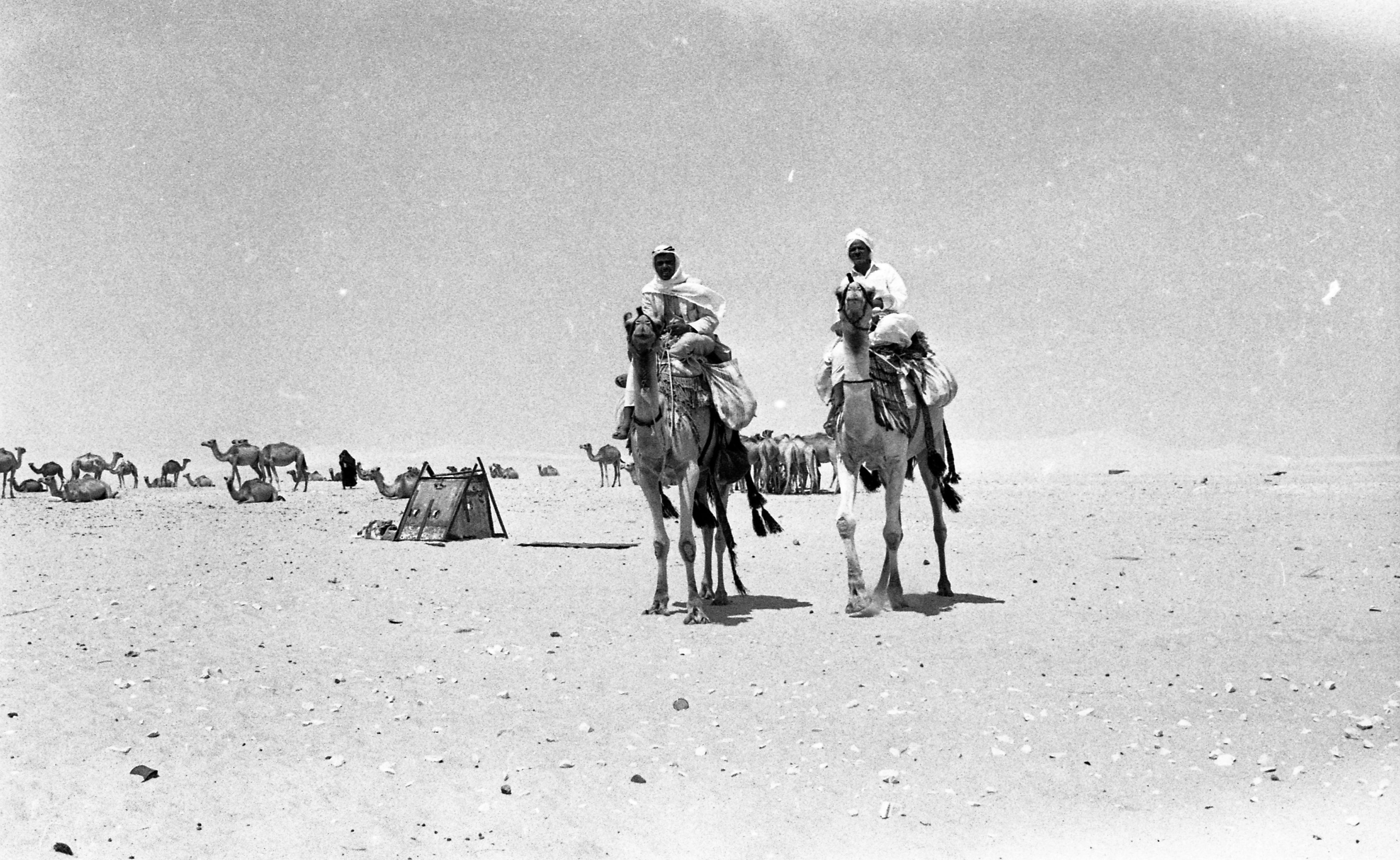
Beduinos en el Sinaí, Israel (1969).

Los beduinos son árabes nómadas que habitan los desiertos de Oriente Próximo, la península arábiga (de donde son originarios) y el norte de África, por donde se expandieron durante las conquistas árabes del siglo VII, cubriendo prácticamente todos los países de la costa mediterránea, desde Egipto hasta Marruecos. Los beduinos actuales están organizados en tribus que hablan el idioma bedawi, y se consideran descendientes del pueblo árabe.

## Etimología
La palabra castellana «beduino» proviene del francés bédouin, que a su vez deriva del idioma árabe, bedaui o badawi en lengua coloquial, que significa 'morador del desierto'.

## Historia
Los beduinos de la península arábiga, en tiempos de Mahoma, constituían un grupo social de unos tres mil miembros; dicho grupo estaba a su vez dividido en familias pero unido por vínculos de sangre, que se transmitían por vía materna. La relación entre las distintas tribus fue siempre difícil e inestable. Las características de las tribus de beduinos eran, además de los vínculos de sangre, el sentido de la hospitalidad, tener siempre presente el honor y el valor guerrero, y el aprecio a la poesía y a la elocuencia, facultades que sirvieron para preservar la "memoria colectiva" del pueblo árabe.
Estas tribus nómadas adoraban piedras, árboles, astros y demonios, así como ciertos dioses o ídolos venerados en La Meca. Eran muy religiosos y no monoteístas, pero aceptaron enseguida las enseñanzas de Mahoma convirtiéndose en musulmanes con más intensidad y fervor que el resto de los árabes.
Muy importante y definitivo en las conquistas que promovió el islam fue el aporte humano de los beduinos. Su fuerza, agresividad, y tácticas de combate fueron, en gran medida, eficaces para que esta religión triunfase sobre los grandes imperios sedentarios vecinos. Los beduinos llevaron de generación en generación el recuerdo de sus orígenes, que mitificaron como una idílica época primitiva.

## Economía y alimentación

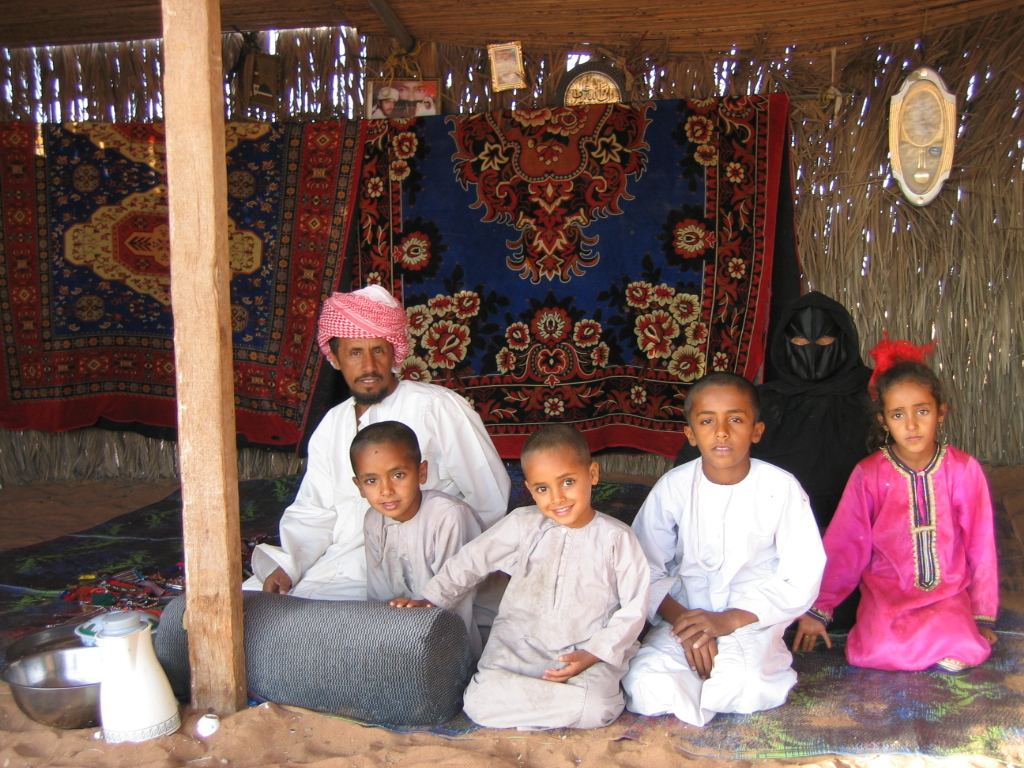
Bedouin family-Wahiba Sands

Su economía se fundamenta en la cría de ganado, actividad alrededor de la que organizan su vida. Se desplazan constantemente en busca de agua y pastos. Se alimentan principalmente de leche y derivados, como un tipo de manteca que llaman ghee. Comen también pan ácimo de trigo, de forma redondeada, dátiles y otros frutos que obtienen en los oasis de los desiertos.

## Vida y costumbres

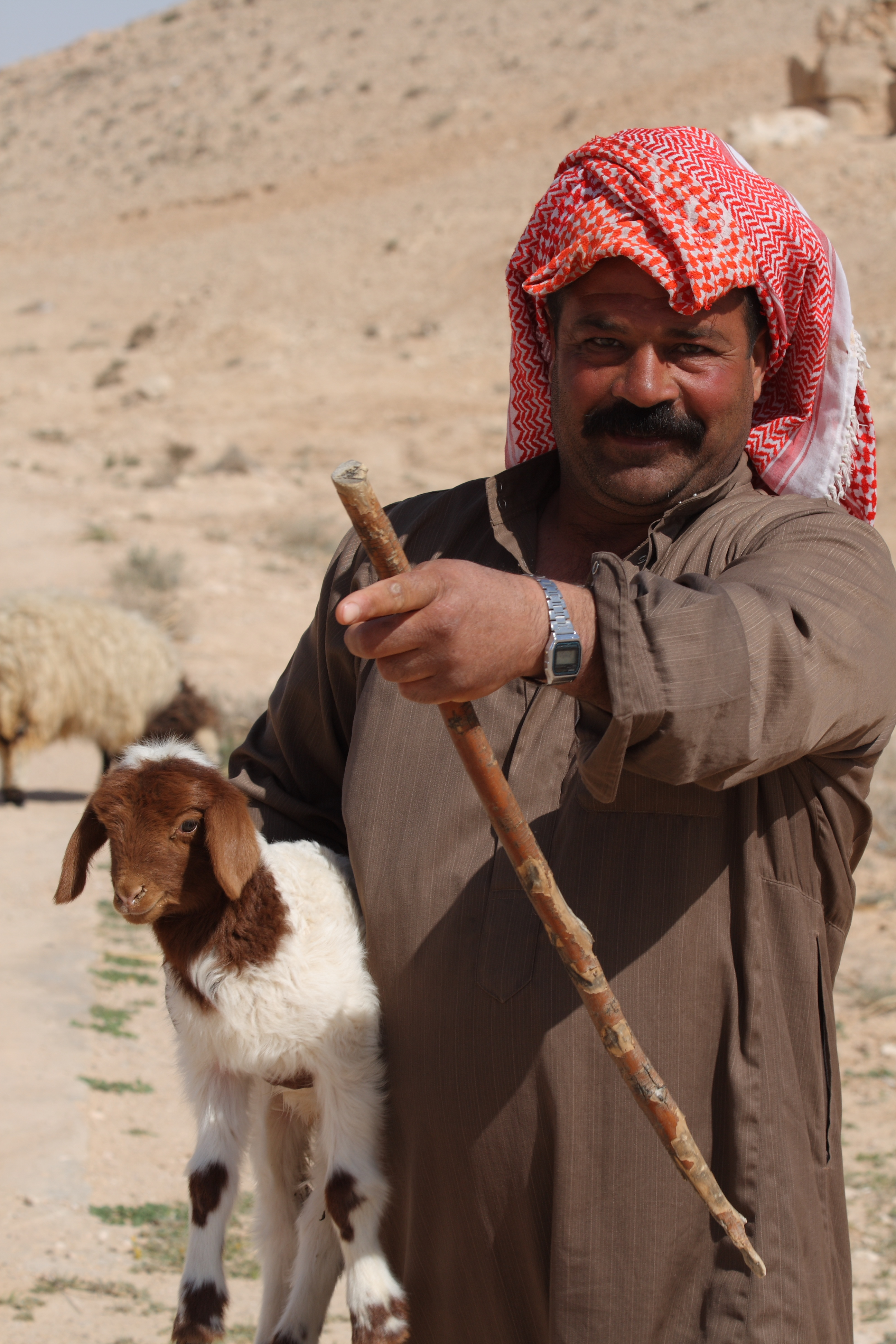
Un beduino, en el desierto sirio.

Existen tres clases bien diferenciadas entre los beduinos: los "verdaderos beduinos" son pastores nómadas y son famosos por sus caravanas cruzando los desiertos. Se dedican al comercio. Los fellahin son agricultores y se han hecho sedentarios; viven al borde del desierto. Ha aparecido una tercera clase de beduinos, seminómadas, que emigran con sus animales y que además se ocupan de una agricultura estable.
Su hogar son las tiendas bajas, llamadas jaimas, de forma rectangular, hechas con pelo de camello o de cabra. Se enrollan por los lados para que pueda circular el aire y, cuando llueve o hay tormentas de arena, se cierran herméticamente. Una parte de la tienda es para los hombres y los invitados, la otra es para las mujeres y niños. Están forradas por dentro con un lienzo blanco llamado benia. El suelo se cubre con alfombras o esterillas de junco. Se transporta a lomos de camellos.
Los beduinos usan ropa ligera para soportar el calor. Llevan túnicas que cubren el cuerpo entero, salvo la cara, manos y pies. El vestido de los hombres se llama thawb y es de algodón negro. A veces llevan encima mantos de seda o chaquetas de algodón que se llaman kibrs, sujetos con cinturones de cuero.
Se organizan por grupos de parentesco. La unidad más pequeña es la familia, después sigue el clan y por último, la tribu.
Los niños pequeños se quedan al cuidado de sus madres hasta que cumplen los siete años, en que ya acompañan al padre en su tarea. Las mujeres preparan las comidas, cosen, tejen, cargan las tiendas, recogen leña y se ocupan de los niños y de los ancianos.
También se dice que son trashumantes, otra de sus características, como se ve al inicio del Neolítico.

## Religión
La mayoría de los beduinos son musulmanes sunníes. Siguen manteniendo creencias ancestrales en espíritus o genios. Algunos beduinos han adoptado el sufismo. Los sufíes son musulmanes místicos que tratan de alcanzar un grado superior de conciencia para así obtener una relación más íntima con Dios.

## Atuendo

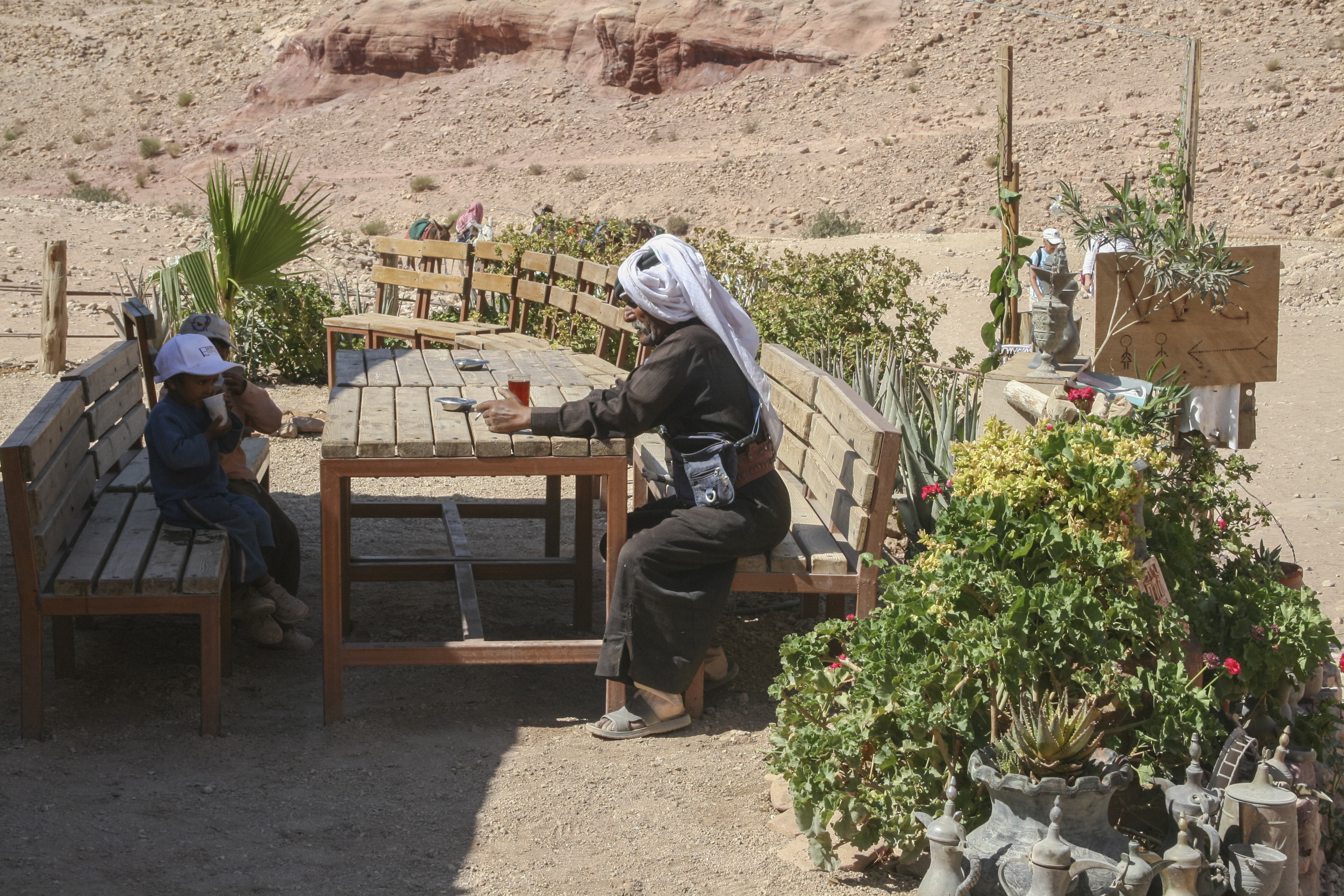
Beduino tomando un té en Petra, Jordania.

Los beduinos, para soportar el calor extremo del desierto, utilizan ropa ligera, túnicas que permiten la circulación del aire y libertad de movimiento, proporcionando protección contra el sol y la arena. Sus vestidos se diseñan para cubrir el cuerpo entero salvo la cara, manos y pies. 
El vestido principal para los hombres es el thawb de algodón blanco o la túnica gris. Encima de la túnica, los hombres llevan mantos de seda larga o chaquetas de algodón llamadas kirbs. Las chaquetas están abiertas por delante y llevan broches de cuero. 
Al ser el desierto un ambiente hostil, la vestimenta funciona como protección ante el sol y la arena, a costa de un aumento en la temperatura corporal. De todos modos, al llevar ropa aumenta la retención de los líquidos corporales (dificultando la evaporación del sudor, que queda retenido con la ayuda de las prendas) y al funcionar como aislante interponiéndose entre el calor del ambiente y el cuerpo mismo. Paradójicamente, al caer la noche en el desierto, la temperatura desciende de manera abrupta, demostrando que la cantidad de ropa extra es también un beneficio.
Por otra parte, la ropa blanca, como las túnicas de los beduinos, refleja más radiación, y si va mejor, en lugares con temperaturas tan elevadas. Todos los pueblos que viven en el desierto deberían llevar ropa de color blanco. Los tuaregs, otro pueblo del desierto, van vestidos de color azul (se les conoce como hombres azules), por lo que el color parece no ser tan importante.